# Francisco Iturrino

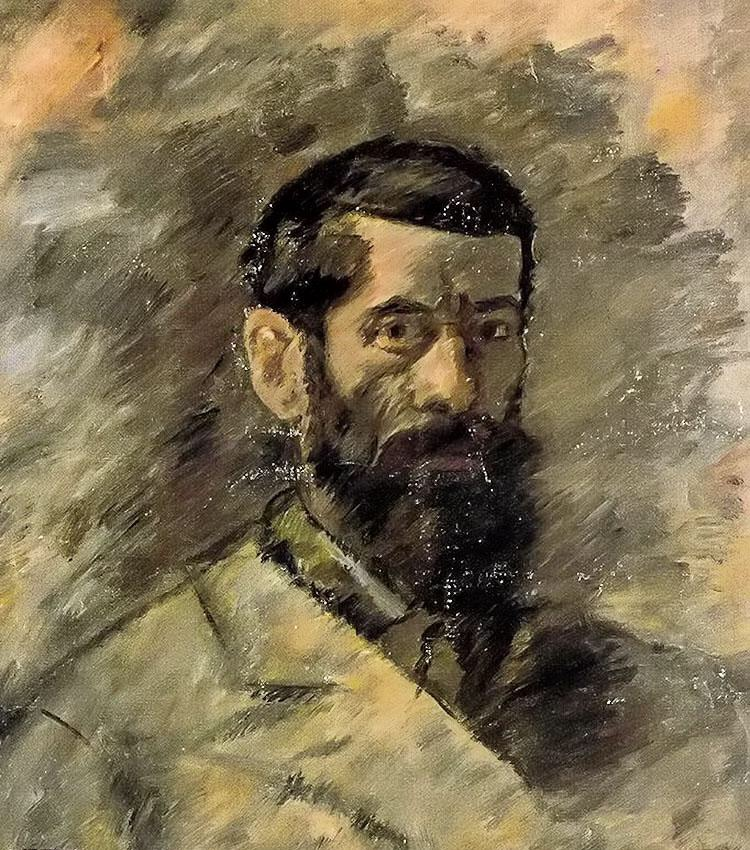
Selbstporträt

Francisco Nicolás Iturrino González (* 9. September 1864, Santander; † 20. Juni 1924, Cagnes-sur-Mer) war ein spanischer post-impressionistischer Maler der baskischen Abstammung. Er wird manchmal als Fauvist eingestuft.
Im Jahre 1872 zog seine Familie nach Bilbao. In Jugendjahren erhielt er den ersten Zeichenunterricht von seinem Onkel, Elviro González, der Dichter, Maler und Musiker war.
Er begann ein Ingenieurstudium in Lüttich, brach aber das Studium ab, um ohne Wissen seiner Eltern, Malerei an der Académie royale des Beaux-Arts de Bruxelles zu studieren.
Gemeinsam mit seinem Freund Henri Evenpoel setzte er sein Studium in Paris fort.
Im Jahre 1901 zeigte er seine Werke in der renommierten Pariser Galerie Vollard, neben dem damals noch unbekannten Pablo Picasso. Danach stellte er seine Bilder auf dem Salon d’Automne aus.
Bald darauf kehrte er nach Hause zurück und bereiste Spanien, wohnte einige Zeit in Salamanca und ließ sich in Sevilla nieder, wo er sein Atelier errichtete. Im Jahre 1906 heiratete er Marie Joséphine Delwit Schwartz, die er in Belgien getroffen hatte.
In der Suche nach Landschaften besuchte er das Baskenland, Frankreich und Andalusien. Er malte auch Stierkämpfe sowie Volksfeste und Frauenporträts. Von 1911 bis 1912 verbrachte er einige Zeit in Marokko mit Henri Matisse, den er im Atelier von Gustave Moreau kennenlernte. Er hatte 1919 eine große Ausstellung im Círculo de Bellas Artes in Madrid.
Im Jahr 1920 musste Iturrino sich wegen Gangrän einer Operation unterziehen und verlor im nächsten Jahr ein Bein. Die fortschreitende Krankheit brachte ihm finanzielle Schwierigkeiten.
Der Kunsthistoriker Élie Faure half eine Ausstellung mit den Bildern befreundeter Maler in der Galerie Rosenberg zu organisieren. Mit dem gesammelten Geld war Iturrino in der Lage, 1922 nach Cagnes-sur-Mer zu ziehen, wo er zwei Jahre später starb.